# Liste der Naturdenkmäler im Landkreis Neumarkt in der Oberpfalz
Im Landkreis Neumarkt in der Oberpfalz gab es 98 ausgewiesene Naturdenkmäler (Stand: 2017). 2019 führt die amtliche Liste nur noch 92 existierende Naturdenkmäler auf (107 Einträge, davon 15 „gefällt“ oder „nicht mehr vorhanden“).
| Name                                         | Bild | Kennung | Einzelheiten | Position | Fläche Hektar | Datum          |
| -------------------------------------------- | ---- | ------- | --- | -------- | ------------- | -------------- |
| 1 Linde                                      |      | NM 01   | Berching, Thann Lage: am Hutzelmeierweg (Straße Thann – Dietersberg) Umfang: 4,40 m Höhe: ca. 15 m                                                                           | ???      |               |                |
| 1 Linde                                      |      | NM 02   | Berching, Thann Lage: am Ortseingang von Dietersberg Umfang: 3,20 m Höhe: ca. 16 m                                                                                           | ???      |               |                |
| 1 Linde                                      |      | NM 03   | Berching, Thann Lage: beim Anwesen Regnet Anton, Dietersberg Nr. 3 Umfang: 3,70 m Höhe: ca. 17 m                                                                             | ???      |               |                |
| 2 Linden                                     |      | NM 04   | Berching, Thann Lage: am Ortsausgang Thann Richtung Dietersberg Umfang: 3 m bzw. 2,30 m Höhe: je ca. 15 m                                                                    | ???      |               |                |
| 1 Feldahorn                                  |      | NM 05   | Berching, Thann Lage: im Flurteil Hochdorner Umfang: 3 m Höhe: ca. 13 m | ???      |               |                |
| 1 Linde                                      |      | NM 06   | Berching, Thann Lage: beim Anwesen Meier Johann, Thannbrunn Umfang: 2,70 m Höhe: ca. 14 m                                                                                    | ???      |               |                |
| 5 Linden in einer Gruppe                     |      | NM 07   | Berching, Thann Lage: beim Anwesen Bierschneider Andreas, Neuhaus Nr. 8 Umfang: 2 m, 2 m, 1,60 m, 2,60 m, 2,80 m Höhe: ca. 13 – 15 m                                         | ???      |               |                |
| 1 Ulme                                       |      | NM 08   | Berching, Wallnsdorf Lage: an der Straße Wallnsdorf – Holnstein, im Flurteil Stadlerhill Umfang: 2,50 m abgestorben und gefällt (1993)                                       | ???      |               |                |
| 1 Kiefer                                     |      | NM 09   | Berching, Thann Lage: am Weg etwa 300 m südlich Dietersberg Umfang: 3,80 m Höhe: 11 m                                                                                        | ???      |               |                |
| 1 Kiefer                                     |      | NM 10   | Berching, Oening Lage: ca. 250 m südöstlich der Kreuzung Winterzhofen-Oening mit der BEI 3 Umfang: 2,80 m Höhe: 11 m                                                         | ???      |               |                |
| 1 Linde                                      |      | NM 11   | Berching Lage: vor dem Beilngrieser Tor Umfang: 4,70 m Höhe: 20 m | ???      |               |                |
| 2 Linden                                     |      | NM 12   | Berching, Erasbach Lage: zu beiden Seiten des Friedhofeingangs Umfang: 2,45 bzw. 3,35 m Höhe: 16 bzw. 18 m                                                                   | ???      |               |                |
| 1 Linde                                      |      | NM 13   | Berching, Raitenbuch Lage: am Weg Raitenbuch – Oberndorf Umfang: 11,50 m Höhe: 19 m                                                                                          | ⊙        |               |                |
| Tuffsteinfelsen mit Höhle                    |      | NM 14   | Berching, Holnstein Tiefe ca. 50 m, Tropfsteinbildung Geotop: 373H004 Lage: unter der Mariahilfanstalt, Zugang über das Anwesen Leidl, Holnstein Nr. 18 Höhe: ca. 9 m        | ⊙        |               |                |
| Höhle Kruzerloch                             |      | NM 15   | Berching, Plankstetten Tiefe 5 und 9 m, 2 Eingänge, 1 künstliche Kammer Geotop: 373H003 Lage: 0,5 km nördlich von Plankstetten, am Abhang des Harberges Umfang: Breite: 12 m | ⊙        |               |                |
| 2 Buchen                                     |      | NM 16   | Berching, Staufersbuch Lage: am Osthang des Högelberges Umfang: 3 bzw. 3,60 m                                                                                                | ???      |               |                |
| 1 Linde Kapellenlinde                        |      | NM 17   | Berching, Thann Lage: in Dietersberg, bei der Kapelle Umfang: 5,40 m Höhe: ca. 15 m                                                                                          | ???      |               |                |
| 1 Linde am Hutzelmeierweg                    |      | NM 18   | Berching, Thann Lage: ca. 250 m östlich von Thann am Hutzelmeierweg Umfang: 4,40 m Höhe: ca. 15 m                                                                            | ???      |               |                |
| 3 Buchen in einer Gruppe mit Verwachsungen   |      | NM 19   | Berg bei Neumarkt in der Oberpfalz, Haimburg Lage: am Feldweg von Oberwall zum Sommerberg/Hasenborsten Umfang: 4,80 m, 3,40 m, 2,10 m Höhe: ca. 18 m                         | ???      |               |                |
| 4 Eichen                                     |      | NM 20   | Berg bei Neumarkt in der Oberpfalz Lage: am Südende des Hanges des Flurstücks Adelsbach Umfang: 4,50 m, 4,30 m, 4,30 m, 3,20 m Höhe: alle ca. 18 m                           | ???      |               |                |
| Eibenbestände                                |      | NM 21   | Berg bei Neumarkt in der Oberpfalz, Häuselstein Lage: am Höhenrücken des Racklbergs, nordöstlich von Oberrohrenstadt                                                         | ???      |               |                |
| 2 Linden                                     |      | NM 22   | Berg bei Neumarkt in der Oberpfalz, Stöckelsberg Lage: in Unterrohrenstadt Nr. 44 Umfang: 3,20 bzw. 2,40 m Höhe: alle ca. 14 m                                               | ???      |               |                |
| Beckenmühl-Erlen                             |      | NM 23   | Berg bei Neumarkt in der Oberpfalz, Loderbach Lage: nordwestlich von Beckenmühle                                                                                             | ???      |               |                |
| Kugelfelsen, freistehender Jurafelsen        | BW   | NM 24   | Breitenbrunn, Buch Geotop: 373R009 Lage: bei der Bottelmühle | ⊙        |               |                |
| Bachhaupter Felsen, freistehender Jurafelsen |      | NM 25   | Breitenbrunn, Buch Geotop: 373R010 Lage: südöstlich von Bachhaupt | ⊙        |               |                |
| Hirschstein mit umliegenden Buchen           | BW   | NM 26   | Breitenbrunn, Erggertshofen Geotop: 373R016 Lage: an der Siegertshofener Straße                                                                                              | ⊙        |               |                |
| Premerzhofener Quelle                        |      | NM 27   | Breitenbrunn, Premerzhofen Umkreis von 10 m geschützt Geotop: 373Q002 Lage: nördlich der Schwarzen Laaber, auf der Brunnleite                                                | ⊙        |               |                |
| Doline am Gimpertshausener Weg               | BW   | NM 28   | Breitenbrunn, Gimpertshausen Geotop: 373R006 Lage: am Gimpertshausener Weg                                                                                                   | ⊙        | 0,05          |                |
| Bauernknödel (Bauernknödl) bei Hamberg       |      | NM 29   | Breitenbrunn, Hamberg Lage: nordwestlich des Wolfertsbergs | ⊙        |               |                |
| Dorflinde                                    |      | NM 30   | Deining, Leutenbach Lage: am Nordausgang von Tauernfeld im Hof des Bauern Schuster Umfang: 3,70 m Höhe: 19 m                                                                 | ???      |               |                |
| 1 Föhre                                      |      | NM 31   | Deining, Leutenbach Krone vom Sturm abgebrochen Lage: am Weg von Tauernfeld zur B8, ca. 300 m vor der B8 Umfang: 2,40 m Höhe: ca. 8 m                                        | ???      |               |                |
| Quellmoor im Tal der Weißen Laaber           |      | NM 32   | Deining, Waltersberg Lage: Flurteile Etzwiesen und Der Schwall, flächenhaftes ND                                                                                             | ???      | 2,0132        |                |
| Waldfläche im Tal der Schwarzen Laaber       |      | NM 33   | Deining, Waltersberg Lage: Flurteil Im Schlag | ???      | 1,036         |                |
| Quellmoor im Tal der Weißen Laaber           |      | NM 34   | Deining, Waltersberg Lage: im Tal der Weißen Laaber Flurteile Etzwiesen und Der Schwall                                                                                      | ???      | 8,38          |                |
| Trespen-Halbtrockenhang, Am Espangraben      |      | NM 35   | Deining, Leutenbach Lage: nordöstlich von Tauernfeld | ???      | 6,98          |                |
| 3 Linden                                     |      | NM 36   | Dietfurt an der Altmühl, Staadorf Lage: in der Nähe der Kirche in Staadorf Umfang: 3,00 m, 2,90 m, 2,50 m Höhe: ca. 10 – 12 m                                                | ???      |               |                |
| 1 Linde                                      |      | NM 37   | Dietfurt an der Altmühl, Hainsberg Lage: in Mitteldorf Umfang: 4,10 m Höhe: ca. 15 m                                                                                         | ???      |               |                |
| Föhrengruppe (etwa 20 Bäume)                 |      | NM 38   | Dietfurt an der Altmühl, Hainsberg Lage: am Wolfberg | ???      |               |                |
| 1 Buche                                      |      | NM 39   | Dietfurt an der Altmühl, Schweinkofen sehr stark beschädigt Lage: nördlich von Schweinkofen Umfang: 4,80 m Höhe: ca. 14 m                                                    | ???      |               |                |
| Neutal (Schluchttal)                         | BW   | NM 40   | Dietfurt an der Altmühl, Mallerstetten Geotop: 373R011 Lage: Schluchttal nordwestlich von Dietfurt                                                                           | ⊙        |               |                |
| Kopffelsen                                   |      | NM 41   | Dietfurt an der Altmühl, Mühlbach Geotop: 373R013 Lage: oberhalb von Mühlbach, links des Weges nach Schweinkofen                                                             | ⊙        |               |                |
| 1 Eiche                                      | BW   | NM 42   | Dietfurt an der Altmühl, Mallerstetten Lage: am westlichen Ortsausgang von Mallerstetten in Richtung Kevenhüll Umfang: 5,50 m Höhe: ca. 16 m                                 | ⊙        |               |                |
| 2 Eschen                                     |      | NM 43   | Dietfurt an der Altmühl, Töging Lage: am Ottmaringer Weg Umfang: 3,20 m, 2,10 m Höhe: alle ca. 12 m                                                                          | ???      |               |                |
| Höhle Loch in der Großleite                  |      | NM 44   | Dietfurt an der Altmühl, Töging Tiefe: 24 m, Lage: 100 m über der Altmühl, rechte Seite, Breite: 1 – 6 m Höhe: bis zu 2 m                                                    | ???      |               |                |
| Hirschzungenstandort                         |      | NM 45   | Dietfurt an der Altmühl, Griesstetten Lage: Geröllhalde an der Felswand am Südteil der Fl.Nr. 392, Breite: ca. 80 m Länge (talwärts): ca. 100 m                              | ???      |               |                |
| 1 Linde                                      |      | NM 46   | Dietfurt an der Altmühl Lage: in Dietfurt a.d. Altmühl Umfang: 2,90 m Höhe: ca. 14 m                                                                                         | ???      |               |                |
| Quelle in Mühlbach                           |      | NM 47   | Dietfurt an der Altmühl, Mühlbach Geotop: 373Q001 Lage: östlich von Mühlbach                                                                                                 | ⊙        |               |                |
| Kastanienallee                               |      | NM 48   | Dietfurt an der Altmühl, Wildenstein Moniermotte hat die Bäume befallen Lage: in Wildenstein an der St. 2394                                                                 | ???      |               |                |
| Wolfsberg Trockenrasengesellschaft           |      | NM 49   | Dietfurt an der Altmühl, Mühlbach Lage: am Wolfsberg | ???      | 9,15          |                |
| 2 Predlfinger Dolinen                        | BW   | NM 50   | Dietfurt an der Altmühl, Predlfing Geotop: 373R017 Lage: südöstlich von Predlfing                                                                                            | ⊙        | 0,15          |                |
| 2 Linden und 2 Birken                        |      | NM 51   | Freystadt, Thundorf Lage: am Hofeingang Heßlinger in Thundorf Umfang: 1,70 m, 1,40 m Höhe: ca. 12 m                                                                          | ???      |               |                |
| 4 Linden                                     |      | NM 52   | Freystadt, Sulzkirchen Lage: nördlich des Herrenweihers Umfang: 4,60 m, 3,70 m, 3,50 m, 2,90 m Höhe: alle ca. 12 m                                                           | ???      |               |                |
| 3 Linden                                     |      | NM 53   | Freystadt, Sulzkirchen Lage: südöstlich des Herrenweihers, 2 – 10 m vom Ufer Umfang: 4,20 m, 2,50 m, 2,10 m Höhe: 14, 11, 12 m                                               | ???      |               |                |
| 2 Linden                                     |      | NM 54   | Freystadt, Lauterbach Lage: in Jettenhofen Umfang: 3,60 m, 2,60 m Höhe: alle ca. 12 m                                                                                        | ???      |               |                |
| 2 Linden                                     |      | NM 55   | Freystadt, Burggriesbach Lage: bei der Wendelin-Kapelle Umfang: 3,00 m, 2,80 m Höhe: ca. 15 m                                                                                | ???      |               |                |
| 2 Linden                                     |      | NM 56   | Freystadt, Burggriesbach Lage: am Geisbügl bei Jettenhofen Umfang: 5,20 m, 5,50 m                                                                                            | ???      |               |                |
| 1 Linde                                      |      | NM 57   | Freystadt, Großberghausen hat sehr viele morsche Äste Lage: im Hofraum Harrer Haus-Nr. 14 Umfang: 4,10 m Höhe: ca. 9 m                                                       | ???      |               |                |
| 1 Linde                                      |      | NM 58   | Freystadt, Sulzkirchen Lage: im Hof des Pfarramtes Umfang: 4,30 m Höhe: ca. 12 m                                                                                             | ???      |               |                |
| Dolomitfelsen am Rackelsberg                 |      | NM 60   | Hohenfels Lage: am Rackelsberg | ???      |               |                |
| Dolomitfelsen am Urlberg                     |      | NM 61   | Hohenfels Lage: Beginn beim Ortsausgang nach Kallmünz in östlicher Richtung                                                                                                  | ???      |               |                |
| Tischnerhöhle                                | BW   | NM 62   | Lupburg, Degerndorf Lage: südöstlich von Pöfersdorf | ⊙        |               |                |
| 1 Linde                                      |      | NM 63   | Lupburg, See Lage: in See | ???      |               |                |
| 1 Linde                                      |      | NM 64   | Lupburg, See Lage: in See Umfang: 3,10 m Höhe: 18 m | ???      |               |                |
| 3 Eichen                                     |      | NM 65   | Mühlhausen, Kruppach Lage: in Kruppach, bei Anwesen Schlierf Nr. 2 Umfang: 3,55 m, 3,30 m, 2,20 m Höhe: 25, 20, 20 m                                                         | ???      |               |                |
| Sandgrasheide Breitenloh                     |      | NM 66   | Mühlhausen, Wappersdorf Lage: östlich von Mühlhausen | ???      | 1,25          | Format invalid |
| 1 Eiche                                      |      | NM 67   | Neumarkt i.d.OPf., Mühlen Lage: bei Eichenmühle | ⊙        |               |                |
| 1 Linde (zweistämmig)                        |      | NM 68   | Neumarkt i.d.OPf. Lage: in der Sandstraße, südlich des Schloßweihers | ???      |               |                |
| 2 Linden                                     |      | NM 69   | Neumarkt i.d.OPf. Lage: Nürnberger Straße, bei St.-Anna-Kirche | ???      |               |                |
| 6 Eichen                                     |      | NM 70   | Neumarkt i.d.OPf., Holzheim Lage: an der Holzheimer Hauptstraße | ???      |               |                |
| 1 Linde                                      |      | NM 71   | Neumarkt i.d.OPf., Holzheim Lage: an der Holzheimer Hauptstraße, Anwesen Lang Nr. 8                                                                                          | ???      |               |                |
| 1 Linde                                      |      | NM 72   | Neumarkt i.d.OPf., Holzheim Lage: an der Holzheimer Hauptstraße | ???      |               |                |
| 2 Eichen                                     |      | NM 73   | Neumarkt i.d.OPf., Holzheim Lage: an der Holzheimer Hauptstraße | ???      |               |                |
| 3 Linden, 1 Eiche                            |      | NM 74   | Neumarkt i.d.OPf., Holzheim Lage: an Kreuzung Beckenhofer Straße / Holzheimer Hauptstraße                                                                                    | ???      |               |                |
| 1 Linde                                      |      | NM 75   | Neumarkt i.d.OPf., Holzheim Lage: an Kreuzung Beckenhofer Straße / Holzheimer Hauptstraße                                                                                    | ???      |               |                |
| 2 Linden                                     |      | NM 76   | Neumarkt i.d.OPf., Holzheim Lage: Holzheimer Hauptstr. 15 | ???      |               |                |
| 1 Linde                                      |      | NM 77   | Neumarkt i.d.OPf., Holzheim Lage: Holzheimer Hauptstr. 17 | ???      |               |                |
| 12 Kiefern                                   |      | NM 78   | Neumarkt i.d.OPf., Holzheim Lage: am Sand | ???      |               |                |
| 1 Linde                                      |      | NM 79   | Neumarkt i.d.OPf., Holzheim Lage: am Sand 10 a | ???      |               |                |
| 1 Linde                                      |      | NM 80   | Neumarkt i.d.OPf., Holzheim Lage: Holzheimer Hauptstr. 23 | ???      |               |                |
| 2 Linden                                     |      | NM 81   | Neumarkt i.d.OPf., Holzheim Lage: an Holzheimer Hauptstr. | ???      |               |                |
| 1 Linde                                      |      | NM 82   | Pilsach, Litzlohe Lage: in Unterried, im Hof Hollweck Umfang: 5,70 m Höhe: 20 m                                                                                              | ???      |               |                |
| 1 Eiche                                      |      | NM 83   | Pilsach Lage: in Pilsach, Keilhofring 17 Umfang: 3,40 m Höhe: ca. 17 m | ???      |               |                |
| Sandgrasheide Am Esper                       |      | NM 84   | Postbauer-Heng, Pavelsbach Lage: Pavelsbach, An der Heide | ???      | 1,5           |                |
| Streuwiesen Am Weiherholz                    |      | NM 85   | Pyrbaum, Seligenporten Lage: rechts der Straße Seligenporten – Reckenricht                                                                                                   | ???      | 8,25          |                |
| Flachmoor südlich der Schliefermühle         |      | NM 86   | Sengenthal, Forst Lage: südlich der Schliefermühle (bzw. Schlierfermühle in der Topographischen Karte), östlich des Bahnhofs Greißelbach                                     | ???      | 5,1           |                |
| 3 Linden                                     |      | NM 87   | Seubersdorf, Ittelhofen Lage: ca. 12 m südlich und nordwestlich des alten Schulhauses in Waldkirchen Umfang: 3,20 m, 3,20 m, 1,40 m                                          | ???      |               |                |
| 1 Linde                                      |      | NM 88   | Seubersdorf, Ittelhofen Lage: südlich des alten Pfarrhofes Waldkirchen Umfang: 2,50 m Höhe: ca. 15 m                                                                         | ???      |               |                |
| 4 Linden                                     |      | NM 89   | Seubersdorf, Ittelhofen Lage: bei der Gaststätte Lerzer in Waldkirchen Umfang: 2,30 m, 2,10 m, 1,90 m, 1,70 m Höhe: alle ca. 12 m                                            | ???      |               |                |
| 1 Linde                                      |      | NM 90   | Seubersdorf, Ittelhofen Lage: Anwesen Mirwald in Waldkirchen, Nr. 5 Umfang: 3,50 m Höhe: ca. 16 m                                                                            | ???      |               |                |
| 1 Linde                                      |      | NM 91   | Seubersdorf, Ittelhofen Lage: Anwesen Stöckl in Waldkirchen, Nr. 6 Umfang: 3,50 m Höhe: ca. 14 m                                                                             | ???      |               |                |
| 1 Akazie                                     |      | NM 92   | Seubersdorf, Ittelhofen Lage: beim alten Schulhaus in Waldkirchen Umfang: 2,60 m Höhe: ca. 10 m                                                                              | ???      |               |                |
| 1 Linde                                      |      | NM 93   | Seubersdorf, Ittelhofen Lage: südlich des alten Pfarrhofes Waldkirchen Umfang: 2,10 m                                                                                        | ???      |               |                |
| Tropfsteinhöhle, Gaisberghöhle               | BW   | NM 94   | Velburg, Geroldsee Lage: am Geißberg, Truppenübungsplatz | ⊙        |               |                |
| Tropfsteinhöhle, Kastnerhöhle                | BW   | NM 95   | Velburg, Lutzmannstein geschützt 150 m beiderseits des Rattenbergs Lage: am Rattenberg, Truppenübungsplatz                                                                   | ⊙        |               |                |
| Steingebilde mit Umgebung Schwammerl         |      | NM 96   | Velburg, Reichertswinn geschützt 150 m Umkreis Geotop: 373R002 Lage: südlich von Neudiesenhof                                                                                | ⊙        |               |                |
| Tropfsteinhöhle, König-Otto-Höhle            |      | NM 97   | Velburg, Reichertswinn Felsgruppe oberhalb mitgeschützt Geotop: 373H001 Lage: bei St. Colomann                                                                               | ⊙        |               |                |
| Niedermoos bei Lengenfeld                    |      | NM 98   | Velburg, Lengenfeld Lage: zwischen Lengenfeld und Rammersberg | ???      |               |                |
| Mantlacher Doline                            | BW   | NM 99   | Velburg, Mantlach Geotop: 373R001 Lage: nordwestlich von Mantlach, am Neumarkter Wegfeld                                                                                     | ⊙        | 0,05          |                |
| Legende für Naturdenkmal                     |      |         | |          |               |                |